# Myxothyriopsis astronifolia
Myxothyriopsis astronifolia är en svampart som beskrevs av Bat. & A.F. Vital 1956. Myxothyriopsis astronifolia ingår i släktet Myxothyriopsis, divisionen sporsäcksvampar och riket svampar.   Inga underarter finns listade i Catalogue of Life.